# يكة كبيرة الأزهار
يكة كبيرة الأزهار (الاسم العلمي:Yucca grandiflora) هي نوع من النباتات تتبع جنس اليكة من الفصيلة الهليونية.